# 新电信电视
新电信电视（英語：Singtel TV），旧称新加坡电信IPTV（英語：Singapore Telecom IPTV）、mio TV，是新加坡电信旗下的IPTV平台，也是新加坡两家付费电视业者之一及第二家付费电视运营商（第一家为1991年创立的新加坡电缆电视，即现在的星和视界）。该平台2007年7月1日启用，使用基于微软与爱立信合作开发的Ericsson Mediaroom端对端（end-to-end）软件平台，通过新电信光纤网络传输电视节目，內容主要包括馬來語、漢語和泰米爾語等頻道。平台亦會在勞動節和開齋節提供限定免費收看。

## 旗下其他频道
- 美食健康频道（Food & Health Channel）：2013年10月16日启用，播出中国的本地生活资讯节目。
- 中国电视剧频道（CBO Channel）：2013年10月16日启用，连续6小时播出中国电视剧。
- 娱乐频道（Entertainment Channel）：2013年10月16日启用，播出中国的娱乐综艺节目。
- 熊猫少儿频道（Kids Channel）：2013年10月16日启用，专为3到12岁儿童提供动画及知识教育类节目；节目大多来自中国，另外也会提供成都大熊猫繁育中心制作的熊猫生活纪实节目。